# 田中ヒロコ
田中 ヒロコ（たなか ひろこ、1971年4月24日 - ）は、日本のモデル、女優、タレントである。シュルーモデルエージェンシー所属（俳優部分はイトーカンパニーと業務提携）。

## 人物
1990年（平成2年）の90ミスPIAA F1ガール、1992年（平成4年）に麒麟麦酒のキャンペーンガール、翌1993年（平成5年）に『フジテレビビジュアルクイーン』に起用され話題となり、以降テレビドラマ、バラエティ番組、CMなどに出演。2000年以降、田中 ひろ子(読み同じ)に改める。
2000年（平成12年）3月、その前年に共通の友人を介して知り合った会社員の男性と結婚、2004年（平成16年）10月には妊娠4か月であることを公表した。
結婚後は芸能活動をセーブしていたが、2011年に離婚。事務所移籍と同時に芸名を元の田中広子に戻して復帰した。

## 出演

### テレビドラマ
- デパート!夏物語 第1話（1991年、TBS）
- ハイレグクィーンロマンス ピットに賭ける恋!（1991年9月23日、フジテレビ）
- 世にも奇妙な物語「みどり紙」（1991年11月7日、フジテレビ）
- トライアングル・ブルー スペシャル3（1992年1月3日、テレビ朝日）
- 幸せをさがして（1992年10月-12月、テレビ東京系列「さよならのストーリーたち」第5作）
- 愛と逃亡の果て（1993年3月26日、TBS）
- 映画みたいな恋したい「危険な情事・甘い言葉にご用心!」（1993年7月24日、テレビ東京）
- 新空港物語 第9話（1994年、テレビ朝日） - 佐野美和子 役
- 毎度ゴメンなさぁい 第7話（1994年、TBS）
- 嘘でもいいから（1993年10月 - 12月、日本テレビ） - 松前梨花役 役
- アリよさらば（1994年4月 - 7月、TBS） - 深沢ひろえ 役
- セプテンバーLOVE（1994年9月24日、TBS）
- ハートにS X'Masスペシャル「残業ラプソディ」（1994年12月29日、フジテレビ）
- 火曜サスペンス劇場 盲人探偵・松永礼太郎（1995年 - 1999年、日本テレビ） - サチ 役
- ママのベッドへいらっしゃい（1994年10月 - 12月、テレビ朝日） - 新井未来 役
- 宝引の辰捕者帳（1995年、NHK総合） - 初 役
- 愛の劇場 おひさまがいっぱい（1996年10月、TBS） - 浜田晶 役
- 毛利元就（NHK大河ドラマ）
- はみだし刑事情熱系 第1シリーズ 第19話「金融殺人 偽証の女」（1997年3月12日、テレビ朝日） - 前川みどり 役
- 土曜ワイド劇場（テレビ朝日）
  - はみだし弁護士・巽志郎3（1998年） - 生島純子 役
  - 車椅子の弁護士・水島威5（1998年） - 由美子 役
  - 法医学教室の事件ファイル（1999年） - 相沢江梨子 役
  - 特急車掌永瀬はるかの事件簿（1999年5月29日） - 荒木久美子 役
  - 逆転報道の女2（2013年3月23日） - 米倉和子 役
- 月曜ドラマスペシャル（TBS）
  - 山村美紗サスペンス 検視官江夏冬子4「京都宵山殺人事件」（1999年9月） - 三沢ゆき子 役
- 演歌なアイツは夜ごと不条理な夢を見る
- Change!（1995年7月 - 9月） - 花村里美 役
- サイコメトラーEIJI（1997年、日本テレビ） - 夏目比美子 役
- 鉄甲機ミカヅキ（2000年）
- 蒼天の夢～松陰と晋作・新世紀への挑戦（2000年1月3日、NHK総合）
- 愛しき者へ（2003年、フジテレビ） - 宇治芙美 役
- 強行帰国〜忘れ去られた花嫁たち〜（2012年、TBS）
- モメる門には福きたる（2013年、東海テレビ）
- 緊急取調室 第2話（2014年1月16日、テレビ朝日） - 杉田美紀 役
- Dr.検事モロハシ2（2014年） - 平井彩花 役
- 金曜プレステージ（フジテレビ）
  - 山村美紗サスペンス 赤い霊柩車シリーズ33「卒都婆小町が死んだ」（2014年4月18日） - 島村かすみ 役
- 月曜ゴールデン（TBS）
  - 湯けむりバスツアー 桜庭さやかの事件簿5（2014年4月28日） - 古屋里美 役
- DOCTORS〜最強の名医〜 第9話（最終話）（2015年3月5日、テレビ朝日） - 真鍋紗江子（ゆりえの母） 役
- 僕らプレイボーイズ 熟年探偵社（2015年） - 坂田裕子 役
- 月曜名作劇場 警視庁心理捜査官・明日香5（2016年5月16日、TBS） - 桑原泰子 役
- 水曜ミステリー9 駐在刑事4（2016年） - 光石佐和子 役
- 俺のスカート、どこ行った?（2019年） - 里見萌の母[8]
- 相棒Season19 第11話（2021年1月1日） - 柿沢優香 役

### テレビその他
- 11PM
- OH!エルくらぶ（1994年10月 - 1996年3月、テレビ朝日）司会
- 森脇健児の切磋たく丸!!（1992年 - 1994年、ABCテレビ）
- 海の向こうで暮らしてみれば（1995年10月 - 1996年5月、毎日放送）
- 朝だ!生です旅サラダ（2000年、ABCテレビ）
- ひるどき日本列島（2001年4月 - 2003年3月、NHK総合）
- 豊島区椎名町レポート[9]（2011年 - 2012年）
- ドラえもん知識王No.1決定戦スペシャル（2014年8月1日、テレビ朝日）
- クイズ!脳ベルSHOW（2017年、BSフジ）

### ラジオ
- 田中広子のブランニュー・タイム（TOKYO FM）

### 映画
- ドラゴンブルー[10]（1996年、ギャガ・コミュニケーションズ） - 水城真祐子 役
- モスラ（1996年、東宝映画） - 白石まどか 役[1]
- 新・静かなるドン（1997年、オリジナルビデオ版・新版） - 秋野明美 役

### CM
- 日産・スカイライン（1992年 - 1993年[11]）
- 花王「ケープ」
- キグナス石油
- 中国銀行（1992年）
- 武田食品工業「c-1000ビタミンレモン」
- 東洋水産「マルちゃん 麺づくり」[12]（2013年9月 - ）

### 出版物
- High leg club（1991年、集英社）
- 写真集『はじめての誘惑』（1992年、パパラブックス）
- 写真集『Visual Queen of The Year』（1993年、扶桑社）
- ビデオ『ETUDE』（1993年、ポニーキャニオン）